# アヌアル・ブラヒム
アヌアル・ブラヒム（Anouar Brahem、亜: أنور براهيم、b1957年10月20日 - ）は、チュニジア出身のウード奏者で作曲家。
主にジャズの観衆向けに演奏しており、彼は1980年代後半には自国でアラブ音楽に民族音楽、ジャズを融合したスタイルを確立し、1991年以降に録音し始める。

## 略歴
チュニジア、チュニスの町、Halfaouine生まれ。チュニジアの音楽国際学院でウードを学ぶ。1981年に新たな展望を求め、フランスのパリに移り、様々なジャンルの音楽家と出会う。特にチュニジア映画の作曲者として4年間滞在した。バレエ振付師モーリス・ベジャールによるバレエ『Thalassa Mare Nostrum』や、コスタ＝ガヴラスの映画『Hanna K.』（ガブリエル・ヤレドの作曲）にリュート奏者として参加している。
1980年代後半にチュニジアに戻った後に、アメリカとカナダにツアーをし、ECMレコードと契約、賛否ある一連のアルバムを録音した。 その中のアルバム『シマール』ではサックス奏者のジョン・サーマンとベーシストのデイヴ・ホランドと録音をしている。
奏法のスタイルについては、ブラヒムはよくラビ・アブ＝カリルと比べられ、彼の性質はメロウで切り詰めた傾向がある。 

## ディスコグラフィ

### ソロ・アルバム
- 『バルザク』 - Barzakh (1991年、ECM) ※with Lassad Hosni、Bechir Selmi
- Conte de l'Incroyable Amour (1992年、ECM) ※with Barbaros Erköse
- The Silences of the Palace (1994年、ECM) ※with Sonia Laraissi
- 『コムサ』 - Khomsa (1995年、ECM) ※with リシャール・ガリアーノ、ベシール・セルミ、フランソワ・クチュリエ
- 『シマール』 - Thimar (1998年、ECM) ※with ジョン・サーマン、デイヴ・ホランド
- Astrakan Café (2000年、ECM) ※with Barbaros Erköse、Lassad Hosni。アヌアル・ブラヒム・トリオ名義
- 『黒猫の歩み』 - Le Pas du Chat Noir (2002年、ECM) ※with フランソワ・クチュリエ、ジャン・ルイ・マルティニエ
- 『サハールの旅』 - Le Voyage de Sahar (2006年、ECM) ※with フランソワ・クチュリエ、ジャン・ルイ・マルティニエ
- The Astounding Eyes of Rita (2009年、ECM) ※with クラウス・ゲジング、ビョルン・マイヤー、Khaled Yassine
- Souvenance (2014年、ECM) ※with フランソワ・クチュリエ、クラウス・ゲジング、ビョルン・マイヤー
- Blue Maqams (2017年、ECM) ※with ジャック・ディジョネット、デイヴ・ホランド、ジャンゴ・ベイツ

### コラボレーション・アルバム
- Madar (1994年、ECM) ※with ヤン・ガルバレク、Ustad Shaukat Hussain
- Charmediterranéen (2002年、ECM) ※with Orchestre National de Jazz、Gianluigi Trovesi